# Machiques de Perijá
Pour les articles homonymes, voir Machiques et Perija.
Machiques de Perijá est l'une des 21 municipalités de l'État de Zulia au Venezuela. Son chef-lieu est Machiques. En 2011, la population s'élève à 122 734 habitants.

## Géographie

### Subdivisions
La municipalité est constituée de quatre paroisses civiles avec chacune à sa tête une capitale (entre parenthèses) :
- Bartolomé de las Casas (Las Piedras) ;
- Libertad (Machiques) ;
- Río Negro (Río Negro) ;
- San José de Perijá (San José).